# サムスン (都市)
サムスン（Samsun）は、トルコ黒海地方のサムスン県にある都市で、同県の県都。2012年の行政区画改編により、サムスン県とサムスン大都市自治体の範囲は同一となっている。
大きな港をもち、黒海沿岸で最大の工業都市である。人口は396,900人（2004年）。イスタンブールから約850km、アンカラから約450km。

## 歴史
紀元前47年、ローマ軍によって占領される。ローマ帝国の分裂後は、東ローマ帝国によって支配される。1200年、セルジューク朝がサムスンを占領支配する。その後、イルハン朝によって支配される。サムスンはジェノヴァの貿易拠点として組み込まれる。15世紀初めにはオスマン帝国によって支配される。ジェノヴァが逃亡する際に、街が破壊された。
第一次世界大戦でオスマン帝国が敗北し、その解体が決定された後、1919年5月19日、ムスタファ・ケマル・アタテュルクがサムスン港に上陸。外部勢力に対する抵抗運動をここから始めていった。トルコ共和国では、ケマルがサムスン港に上陸した5月19日を祖国解放戦争開始の記念日と定めている。
1993年に大都市自治体に指定されており、2008年に市内のアタケント、クルペリト、アルトゥンクム、チャタルチャム、タフラン区は郊外の准区自治体アタクムに、ガズィとイェシルケント区は准区自治体イルカドゥムに編入し、逆に准区自治体アタクム、ジャニクとイルカドゥムがサムスン市の区となった。その後、2012年の行政区画改編で大都市自治体の範囲はサムスン県の全域となっている。
2017年には、デフリンピック夏季大会（2017年サムスンデフリンピック）が開催された。

## 気候
ケッペンの気候区分では温暖湿潤気候であるが、比較的夏に乾燥するため、地中海性気候に近い特徴を持つ。
日照時間は地中海性気候の特徴が強く、冬は曇りがちで日照時間が少なく、夏は日照時間が非常に長い。
海洋性気候であり、年較差は小さく年中温暖である。
| サムスンの気候                                                                       | サムスンの気候 | サムスンの気候 | サムスンの気候 | サムスンの気候 | サムスンの気候 | サムスンの気候 | サムスンの気候 | サムスンの気候 | サムスンの気候 | サムスンの気候 | サムスンの気候 | サムスンの気候 | サムスンの気候 |
| 月                                                                                   | 1月            | 2月            | 3月            | 4月            | 5月            | 6月            | 7月            | 8月            | 9月            | 10月           | 11月           | 12月           | 年             |
| ------------------------------------------------------------------------------------ | -------------- | -------------- | -------------- | -------------- | -------------- | -------------- | -------------- | -------------- | -------------- | -------------- | -------------- | -------------- | -------------- |
| 最高気温記録 °C （°F）                                                               | 24.2 (75.6)    | 26.5 (79.7)    | 33.6 (92.5)    | 37.0 (98.6)    | 36.4 (97.5)    | 37.4 (99.3)    | 37.5 (99.5)    | 35.2 (95.4)    | 38.3 (100.9)   | 38.4 (101.1)   | 31.4 (88.5)    | 28.9 (84)      | 38.4 (101.1)   |
| 平均最高気温 °C （°F）                                                               | 10.9 (51.6)    | 11.1 (52)      | 12.0 (53.6)    | 15.3 (59.5)    | 19.0 (66.2)    | 23.7 (74.7)    | 26.5 (79.7)    | 27.0 (80.6)    | 23.9 (75)      | 20.1 (68.2)    | 16.7 (62.1)    | 13.1 (55.6)    | 18.27 (64.9)   |
| 日平均気温 °C （°F）                                                                 | 7.2 (45)       | 7.1 (44.8)     | 7.9 (46.2)     | 11.4 (52.5)    | 15.6 (60.1)    | 20.3 (68.5)    | 23.3 (73.9)    | 23.5 (74.3)    | 20.0 (68)      | 16.1 (61)      | 12.4 (54.3)    | 9.3 (48.7)     | 14.51 (58.11)  |
| 平均最低気温 °C （°F）                                                               | 4.2 (39.6)     | 3.9 (39)       | 4.7 (40.5)     | 8.0 (46.4)     | 12.1 (53.8)    | 16.2 (61.2)    | 19.2 (66.6)    | 19.7 (67.5)    | 16.5 (61.7)    | 12.9 (55.2)    | 9.2 (48.6)     | 6.4 (43.5)     | 11.08 (51.97)  |
| 最低気温記録 °C （°F）                                                               | −8.1 (17.4)    | −7.4 (18.7)    | −7.0 (19.4)    | −2.4 (27.7)    | 2.7 (36.9)     | 9.0 (48.2)     | 13.4 (56.1)    | 14.0 (57.2)    | 7.0 (44.6)     | 1.5 (34.7)     | −2.8 (27)      | −4.0 (24.8)    | −8.1 (17.4)    |
| 降水量 mm （inch）                                                                   | 68.1 (2.681)   | 57.5 (2.264)   | 63.3 (2.492)   | 57.1 (2.248)   | 48.7 (1.917)   | 45.9 (1.807)   | 32.2 (1.268)   | 39.7 (1.563)   | 51.4 (2.024)   | 80.6 (3.173)   | 83.8 (3.299)   | 78.0 (3.071)   | 706.3 (27.807) |
| 平均降雨日数 （≥0.1 mm）                                                             | 13.5           | 13.5           | 15.4           | 14.2           | 12.7           | 9.4            | 5.8            | 6.3            | 9.9            | 12.2           | 12.0           | 12.9           | 137.8          |
| % 湿度                                                                               | 68             | 72             | 77             | 80             | 82             | 78             | 74             | 74             | 75             | 72             | 71             | 69             | 74.3           |
| 平均月間日照時間                                                                     | 77.5           | 90.4           | 102.3          | 129.0          | 192.2          | 246.0          | 263.5          | 254.2          | 186.0          | 136.4          | 102.0          | 74.4           | 1,853.9        |
| 日照率                                                                               | 26.3           | 30.3           | 27.7           | 32.3           | 42.8           | 54.2           | 57.2           | 59.4           | 49.7           | 39.6           | 34.5           | 26.1           | 40.01          |
| 出典：http://mgm.gov.tr/veridegerlendirme_z16/il-ve-ilceler-istatistik.aspx?m=SAMSUN |                |                |                |                |                |                |                |                |                |                |                |                |                |